# Donkere nassaubandmot
De donkere nassaubandmot (Cedestis subfasciella) is een vlinder uit de familie van de stippelmotten (Yponomeutidae). De wetenschappelijke naam van de soort is voor het eerst geldig gepubliceerd door Stephens in 1834.